# Архангельское викариатство

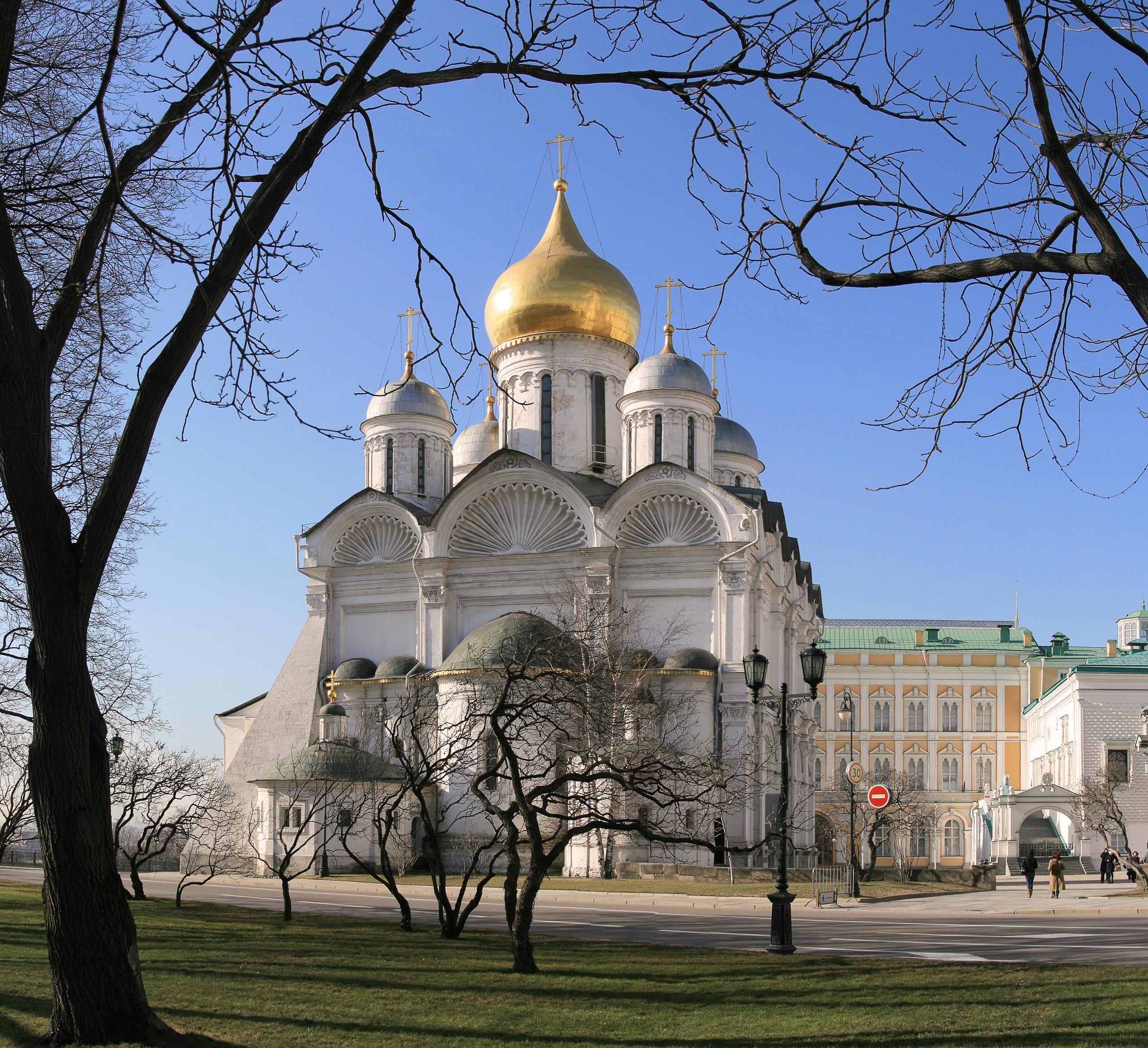
Архангельский собор

Арха́нгельское викариа́тство — историческое викариатство Московской епархии Русской Православной Церкви. Поименовано по Архангельскому собору Московского кремля, где находилась епископская кафедра патриршего викария. Первая по времени викарная кафедра Русской церкви.

## История
Было учреждено в конце XVI века как экстерриториальная титулярная епархия с кафедрой в Московском Кремлёвском Архангельском соборе, отчего и именовалась «Архангельской».
Первый Архангельский епископ, грек Арсений Элассонский, был учреждён богомольцем в Архангельском соборе. О нём в записке 1610 года о царском дворе сказано, что «безотступно живет у царских гробов у Архангела и служит завсегда по родителех государских». При тех гробах он находился и в Смутное время, сидя с боярами в плену у поляков в Кремле.
Впоследствии подобная практика была введена в обиход. Как писал Иван Забелин: «При царе Алексее Михайловиче в Кремле было устроено Архангельское подворье. Оно так именовалось по поводу принадлежности его Архангельским владыкам, митрополитам, архиепископам и епископам, которые присвоили себе это наименование не от города Архангельска, тогда бы они прозывались Архангелогородскими, а от Архангельского Московского собора, где они учреждались для почётного поминовения по усопшим великим князьям и царям… Первый с этим наименованием появляется в 1660 году Архангельский архиепископ Стефан. При нём, вероятно, и основалось подворье. За ним следует Сербский митрополит Феодосий (1662—1667), почему подворье именуется митрополичьим. Потом является Сербословенский епископ Иоаким (с 1667—1673 г.), именовавший себя Сербословенским и Архангельским…».

## Епископы
- 1597—1615 — Арсений (Апостолис)
- 1660—1666 — Стефан
- 1666 — 17 мая 1667 — Феодосий
- 19 сентября 1667 — 21 июня 1677 — Иоаким (Дьякович)
- 1677 — 29 июня 1681 — Иосиф